# Chatchai Nanthawichianrit
Chatchai Nanthawichianrit (thailändisch ชัชชัย นันทวิเชียรฤทธิ์; * 27. Juli 1994), auch als Din bekannt, ist ein thailändischer Fußballspieler.

## Karriere
Chatchai Nanthawichianrit spielte bis Ende 2019 bei Ubon United. Der Verein aus Ubon Ratchathani, einer Stadt in der Provinz Ubon Ratchathani, spielte in der zweithöchsten Liga des Landes, der Thai League 2. Für Ubon absolvierte er 2019 fünfzehn Zweitligaspiele. Ende 2019 musste der Verein in die vierte Liga zwangsabsteigen. Chatchai Nanthawichianrit verließ den Verein und schloss sich dem Zweitligisten Uthai Thani FC aus Uthai Thani an. Für Uthai Thani spielte er sechsmal in der zweiten Liga. Ende Dezember 2020 unterschrieb er einen Vertrag beim Ligakonkurrenten Udon Thani FC. Bei dem Verein aus Udon Thani stand er bis Mai 2022 unter Vertrag. Im Juni 2022 unterzeichnete er einen Vertrag beim ebenfalls in der zweiten Liga spielenden Chiangmai FC. Für den Verein aus Chiangmai bestritt er 18 Zweitligaspiele. Zu Beginn der Saison 2023/24 wechselte er im Juli 2023 zum Erstligaabsteiger Lampang FC. Für den Verein aus Lampang bestritt er 22 Zweitligaspiele. Nach einer Spielzeit wechselte er in die dritte Liga. Hier schloss er sich in Bangkok dem in der Western Region spielenden Raj-Pracha FC an. Für Raj-Pracha bestritt er 21 Drittligaspiele. Im August 2025 nahm ihn der Zweitligaaufsteiger Rasisalai United FC unter Vertrag.
ü